# Andraž Vehovar
Andraž Vehovar (* 1. März 1972 in Ljubljana) ist ein ehemaliger slowenischer Kanute.

## Leben
Vehovar konnte bei den Juniorenweltmeisterschaften 1988 und 1990 jeweils Bronze für Jugoslawien gewinnen.
Im Jahr 1995 gab er sein Debüt im Weltcup und nahm an den Kanuslalom-Weltmeisterschaften teil. Im Einer-Kajak konnte er sich die Silbermedaille mit dem Team sichern. Bei den Olympischen Sommerspielen 1996 in Atlanta startete er im K-1, wo er die Silbermedaille gewann. Nur wenige Wochen später gelang ihm die gleiche Platzierung bei den Europameisterschaften mit der Mannschaft im K-1 in Augsburg sowie bei den Weltmeisterschaften 1995.